# John Lyman (athlétisme)
Pour les articles homonymes, voir Lyman (homonymie).
John C. « Johnny » Lyman  (né le 19 mars 1912 et mort le 29 juin 1989) est un athlète américain, spécialiste du lancer du poids.

## Biographie
Le 21 avril 1934, à Palo Alto, John Lyman établit un nouveau record du monde du lancer du poids avec un jet à 16,48 m, améliorant de vingt-huit centimètres l'ancienne meilleure marque mondiale détenue depuis 1932 par le Tchécoslovaque František Douda. Ce record est battu six jours plus tard par son compatriote Jack Torrance (16,80 m).
Son record personnel, établi le 30 juin 1934, est de 16,70 m.